# Amauronematus tunicatus
Amauronematus tunicatus är en stekelart som först beskrevs av Ernst Gustav Zaddach 1883.  Amauronematus tunicatus ingår i släktet Amauronematus, och familjen bladsteklar. Arten är reproducerande i Sverige.